# 팔라이파투스과
팔라이파투스과(Palaephatidae)는 나비목에 속하는 단문류 나방 과이다. 팔라이파투스상과(Palaephatoidea)의 유일한 과이다. 7개 속이 알려져 있다. 이 "곤드와나대륙나방"은 주로 남아메리카에 서식하며, 오스트레일리아 동부 지역과 태즈메이니아주에 4종, 남아프리카에 1종(Davis, 1999)이 서식하는 등 일종의 격리 분포를 보여준다.

## 하위 속
- Apophatus
- Azaleodes
- Metaphatus
- Palaephatus
- Plesiophatus'
- Ptyssoptera
- Sesommata'